# Walter Parratt
Walter Parratt (10 février 1841 — 27 mars 1924) est un organiste et compositeur britannique.

## Biographie
Né à Huddersfield d'un père organiste paroissial, Parratt commence à jouer de l'orgue dès son jeune âge et tient déjà des postes d'organiste enfant. C'est un enfant prodige, il joue par cœur la totalité du Clavier bien tempéré de Bach à l'âge de dix ans.
Il est organiste à l'église Saint Paul de sa ville natale de 1854 à 1861 et succède à John Stainer en 1872 au Magdalen College (Oxford) où il reste dix ans. À partir de 1882 il devient l'organiste de la Chapelle Saint-Georges de Windsor. Il devient professeur de musique à l'Université d'Oxford en 1908 à la suite de Hubert Parry.
Il est un des meilleurs professeurs d'orgue de son époque et de nombreux postes importants de Grande-Bretagne sont tenus par ses élèves.
Il est président du Royal College of Organists.
Parratt est également un bon joueur d'échecs et est capable de déchiffrer un morceau d'orgue compliqué tout en jouant aux échecs. Il est quelques mois le président du club d'échecs de l'université d'Oxford (en) et pendant deux ans capitaine de l'équipe de huit choisie pour jouer contre Cambridge.

## Honneurs
Parratt est fait chevalier en 1892. Il est nommé en 1893 Master of the Queen's Musick de la Reine Victoria, poste qu'il conserve pendant les règnes d'Edward VII et de George V.
Il est également fait successivement Membre (MVO, 1901), Commander (CVO, 1917) et Knight Commander (KCVO, 1921) de l'Ordre royal de Victoria.
Après sa mort en 1924, un monument en son honneur est construit sur le terrain de l’église paroissiale d'Huddersfield. Un autre monument en son honneur est présent dans la Chapelle Saint Georges du Château de Windsor, près de l'entrée de la chapelle du Roi George VI où le roi George VI et la Reine Mère sont enterrés.

## Postes
- Armitage Bridge Church, 1852-1854
- Église Saint Paul Huddersfield, 1854-1861
- Organiste privé du Comte de Dudley, Witley Court (en), 1861-1868
- Organiste de la Wigan Parish Church (en), 1868-1872
- Magdalen College (Oxford), 1872-1882
- Chapelle Saint-Georges de Windsor 1882-1924